# Expreska

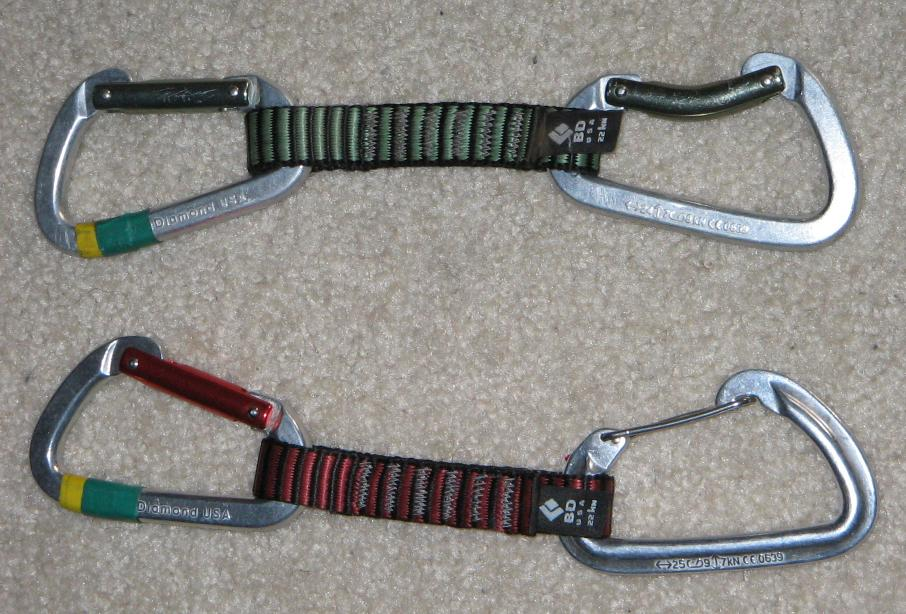
Dva různé druhy expresek

Expreska, celým názvem expresní smyčka, je krátká sešitá popruhová (plochá) smyčka spojující dvojici karabin (pojmem expreska bývá myšlen také celý komplet obou karabin se smyčkou, někdy se takový komplet označuje delším názvem expres set, slangově i preska). Slouží ke spojení lana a jistícího bodu při lezení. 

## Použití
Používá se místo jednoduché karabiny. Výhodou je větší volnost pohybu lana, menší tření v jistícím bodě a oproti dvěma karabinám a samostatné smyčce umožňuje rychlejší zajištění při dosažení jistícího bodu. V některých situacích snižuje také pravděpodobnost samovolného otevření karabiny. Nevýhodou je vyšší hmotnost oproti jediné karabině a také poměrně významné prodloužení délky případného pádu. Minimální pevnost smyčky požadovaná normou je 22 kN. Ve sportovních cestách s velkým počtem jistících bodů je standardní výbavou lezců a ve velmi těžkých a převislých cestách ponechávají často lezci expresky pro další opakování (viz také PP styl přelezu v článku Horolezectví).

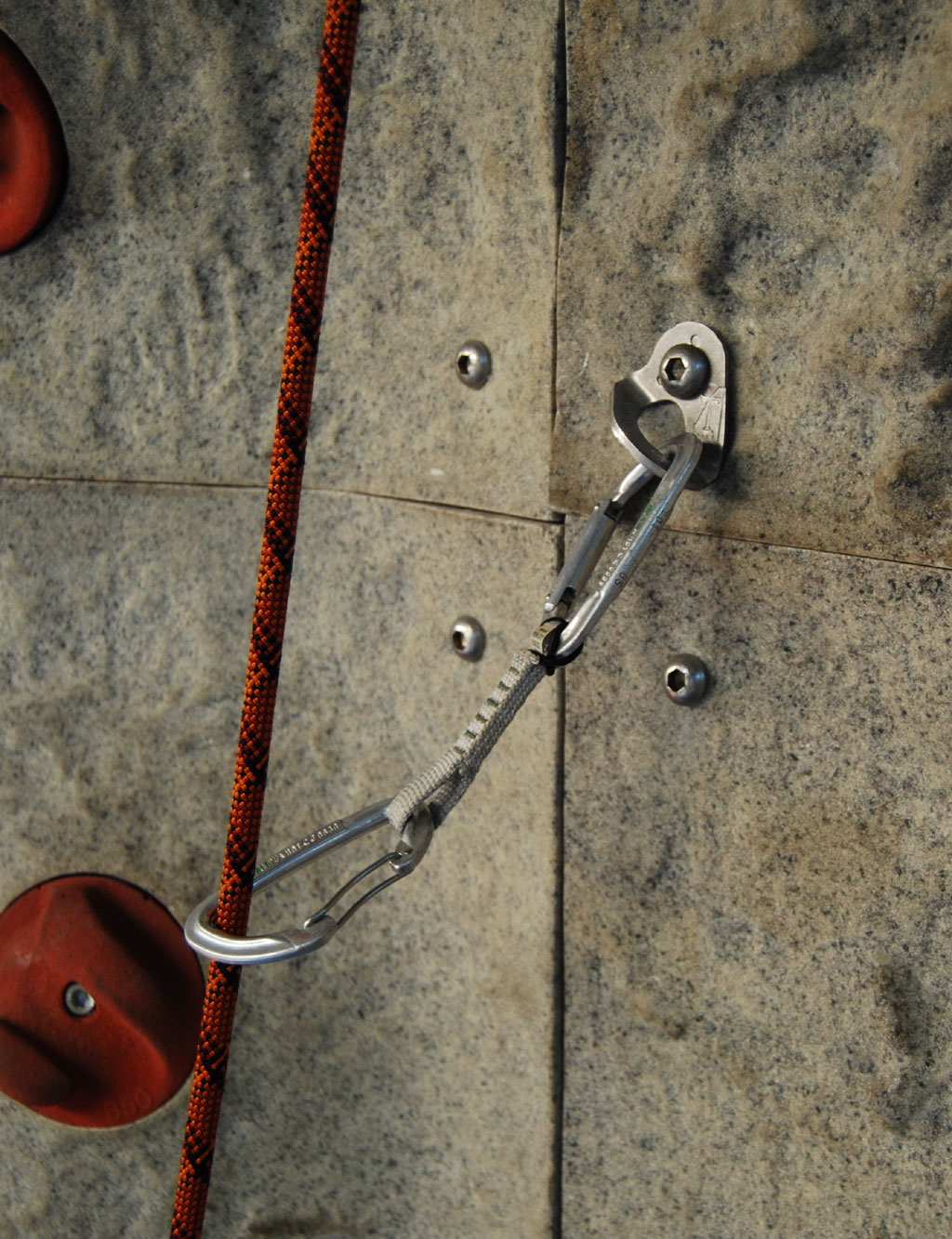
Příklad použití expresky v umělé stěně

V expresce mohou být použity karabiny s různým typem zámku, bez pojistky nebo i s pojistkou. Častá je kombinace D karabin s rovným zámkem a dovnitř prohnutým zámkem. Karabina s rovným zámkem se v tom případě zapíná do pevného jistícího bodu a do karabiny s prohnutým zámkem se zapíná lano. Důvodem prohnutí zámku je právě snaha usnadnit zapínání („cvakání“) lana.
Délka smyčky může být různá, obvykle podle potřeby. Kratší expresky se používají u přímých cest a v případech, kde každý centimetr pádu navíc může vadit. Delší expresky se s výhodou používají například pod převisy nebo v bodech, kde dochází ke změně směru výstupu tak, aby docházelo k co nejmenšímu nárůstu tření při průchodu lana skrz jištění. Spojovací smyčka může být z různých materiálů, kromě klasických popruhových smyček se používají i tenčí ploché smyčky z vysokopevnostního polyetylénu (Spectra, Dyneema).
Někdy bývá poloha karabin v expresce zajištěna gumičkami. Názory, zda zajišťovat polohu obou karabin nebo pouze jednu karabinu, se různí. Stejně tak se různí názory, zda je lepší, když jsou zámky obou karabin na stejnou stranu nebo každý na jinou. Obvykle záleží spíše na konkrétní situaci.